# صمام الجيب التاجي
صمام الجيب التاجي أو الصمام التاجي (ثيبسيوس الدائري) عبارة عن ثنية نصف دائري من الغشاء المبطن للأذين الأيمن، عند فتحة الجيب التاجي. يقع الصمام عند قاعدة الوريد الأجوف السفلي.
قد يختلف الصمام في الحجم من شخص لآخر أو قد يكون غير موجود من الأساس.
يعمل الصمام على منع قلس الدم في الجيب التاجي أثناء انقباض الأذين.
يمكن أيضاً أن يكون الصمام مزدوجًا أو قد يكون مصفويّ الشكل (مليء بالثقوب).
تم تسميته نسبةً إلى عالم التشريح الألماني آدم كريستيان تيبيسيوس "Adam Christian Thebesius"

## وصلات خارجية
- -194314183 في مفكرة المُمارِس العام